# Michaił Szrejder
Michaił (Izrail) Pawłowicz (Mendelewicz) Szrejder (Szrejderis) (ros. Михаил (Израиль) Павлович (Менделевич) Шрейдер (Шрейдерис), ur. 2 czerwca 1902 w Wilnie, zm. 2 grudnia 1978 w Moskwie) – funkcjonariusz Czeki-OGPU-NKWD, zastępca ludowego komisarza spraw wewnętrznych Kazachskiej SRR (1938).

## Życiorys
Syn żydowskiego robotnika w fabryce tytoniowej Mendla (Pawła) i Racheli Kirzner. Po ukończeniu szkoły powszechnej przeniósł się do Saratowa (potem Jekaterynosławia), 1917 włączył się do aktywnego udziału w ruchu rewolucyjnym, wstąpił do Związku Młodzieży Rewolucyjnej (późniejszy Komsomoł) i został członkiem jego wileńskiego komitetu miejskiego, później instruktorem KC Litwy i Białorusi. 1919 członek ochrony przewodniczącego Rady Komisarzy Ludowych Litewsko-Białoruskiej Republiki Rad Vincasa Mickevičiusa-Kapsukasa. Od 1919 w RKP(b) i organach Czeki, od 1920 komisarz ds. zadań specjalnych przy Pełnomocnym Przedstawicielu Czeki na Froncie Zachodnim, w Wilnie i Rżewie i wojskach pogranicznych przy granicy z Polską. W 1921 wraz z grupą czekistów brał udział w podboju Gruzji przez Rosję sowiecką, od 1922 pracował w smoleńskim, później w moskiewskim gubernialnym sekretno-politycznym wydziale Czeki/OGPU, jednocześnie zastępca sekretarza komórki Komsomołu centralnego aparatu i moskiewskiego gubernialnego wydziału Czeki. Od 1925 pełnomocnik Wydziału Specjalnego Moskiewskiej Dywizji Proletariackiej, w latach 1930-1931 pracował w pełnomocnym przedstawicielstwie OGPU w Środkowej Azji i Leningradzkim Okręgu Wojskowym, od 1931 szef OGPU w Chibinogorsku (obecnie Kirowsk), potem pracownik inspekcji rezerwy PP OGPU w Tatarskiej ASRR, od 1933 w organach śledczych w Kazaniu. W 1938 przez kilka miesięcy szef Zarządu Milicji Robotniczo-Chłopskiej i zastępca ludowego komisarza spraw wewnętrznych Kazachskiej SRR. 16 czerwca 1938 aresztowany, następnie skazany na 10 lat. W 1942 zwolniony i skierowany na front wojny z Niemcami, XII 1950 zrehabilitowany i przywrócony w prawach członka partii.

## Odznaczenia
- Order Czerwonego Sztandaru
- Order Czerwonej Gwiazdy
- Medal „Za zwycięstwo nad Niemcami w Wielkiej Wojnie Ojczyźnianej 1941–1945”
- Medal jubileuszowy „Dwudziestolecia zwycięstwa w Wielkiej Wojnie Ojczyźnianej 1941–1945”
- Medal jubileuszowy „Trzydziestolecia zwycięstwa w Wielkiej Wojnie Ojczyźnianej 1941–1945”
- Medal 100-lecia urodzin Lenina
- Medal jubileuszowy „30 lat Armii Radzieckiej i Floty”
- Medal jubileuszowy „40 lat Sił Zbrojnych ZSRR”
- Medal jubileuszowy „50 lat Sił Zbrojnych ZSRR”
- Medal jubileuszowy „60 lat Sił Zbrojnych ZSRR”
- Odznaka „Honorowy funkcjonariusz bezpieczeństwa państwowego”
- Odznaka „Honorowy Funkcjonariusz Milicji Robotniczo-Chłopskiej”